# Albert Puig i Ortoneda
Albert Puig Ortoneda (Cambrils, Tarragona, 15 d'abril de 1968) és un entrenador de futbol català.

## Trajectòria
Va començar a entrenar molt jove a Cambrils el 2003 amb participació en els Veterans Cambrils i el Reus Deportiu.
El 2005, va arribar a Barcelona per formar part del planter del FC Barcelona, sent entrenador de les categories inferiors durant més d'una dècada. Sent entrenador de l'aleví B va ser notícia per una mostra d'esportivitat en deixar-se marcar un gol després d'haver-ne marcat un aprofitant la presència d'un jugador rival a terra demanant assistència.
| « | L’autopista de la meva vida va ser aquell dia que decidim marcar-nos aquest gol en contra. Jo tenia el meu somni, sóc de Cambrils i ara la gent el veu molt a prop, però ser de Cambrils i entrenar al Barça era impossible, només era gent de Barcelona i que hagués anat a l'escola FCB., vaig fer 20 entrevistes en 24 hores, vaig rebre continus premis, em van nomenar coordinador i director. Va ser un canvi total. | » |

El 2009 va publicar el llibre La força d'un somni. El 2010 va passar a formar part de la cúpula tècnica del FC Barcelona, com a secretari tècnic de l'àrea de formació coordinant tot el futbol base del Barça, des del juvenil B fins al prebenjamí sota la direcció tècnica de Guillermo Amor.
Va deixar el Barça i va rebre una oferta com a secretari tècnic de la Selecció del Gabon.
Després d'un any, es va mudar a Aruba, abans d'accedir a un contracte per tres anys amb el De Anza Force, un club a Cupertino, Califòrnia, però només hi va estar uns mesos.
L'abril de 2016 va signar pel que restava de temporada i dues més, com a director de pedrera del Córdoba Club de Fútbol.
Va anar a donar una conferència a Califòrnia, el van trucar d'aquesta Acadèmia per dos anys i fins i va muntar una petita empresa de cursos en línia. Allà el va reclamar Domènec Torrent que li havien ofert entrenar els New York City Football Club i li va comentar que desitjava que fos el seu segon. Va anar dos anys a Manhathan. Al final de la temporada 2018-19 es va anunciar que ni Torrent ni el seu cos tècnic seguirien al club novaiorquès.
El novembre de 2019, l'Albirex Niigata de la J2 League japonesa va anunciar el fitxatge de Puig com a entrenador del primer equip que va romandre durant dues temporades. El 2022 va ser contractat pel FC Tokyo de la League 1 del Japó. Va ser destituit el juny de 2023.

## Clubs com a entrenador
| País         | Club                                                                 | Any         |
| ------------ | -------------------------------------------------------------------- | ----------- |
| Catalunya    | CF Reus Deportiu (categories inferiors)                              | 2001 - 2003 |
| Catalunya    | FC Barcelona (Categories inferiors i Director de l'Escola de Futbol) | 2005 - 2014 |
| Gabon        | Selecció de futbol del Gabon (Director tècnic)                       | 2014 - 2015 |
| Estats Units | D'Anza Force Soccer Club (Director del planter)                      | 2016        |
| Espanya      | Còrdova CF (Director del planter)                                    | 2016 - 2017 |
| Estats Units | New York City Football Club (segon entrenador)                       | 2017 - 2019 |
| Japó         | Albirex Niigata                                                      | 2020-2021   |
| Japó         | FC Tokyo                                                             | 2022-2023   |